# De paraplu's
De paraplu's (originele Franse titel: Les Parapluies) is een schilderij van de Franse kunstschilder Pierre-Auguste Renoir (1841-1919), in minimaal twee fasen geschilderd tussen circa 1881 en 1886, olieverf op linnen, 180,3 x 114,9 cm groot. Het markeert een verandering in Renoirs stijl, begin jaren 1880, van het impressionisme naar een meer traditionele manier van werken. Het is in het bezit van de National Gallery te Londen.

## Voorstelling
Renoirs De paraplu's toont een levendige straatscène in Parijs op een regenachtige dag. De meeste figuren zijn elegant gekleed, als voor een wandeling, waarbij ze klaarblijkelijk verrast worden door een regenbui. De opgestoken paraplu’s lijken samen te vloeien tot één groot regenscherm.
Links vooraan wordt het doek gedomineerd door een jonge vrouw voor wie Suzanne Valadon model heeft gestaan, Renoirs maîtresse en favoriete model uit die periode. Ze houdt haar jurk omhoog tegen de modder en heeft geen regenjas aan of paraplu bij zich, onderstrepend dat de bui de mensen heeft verrast. Afgaande op de hoedenmand die ze draagt moet ze blijkbaar een modiste of hoedenmaakster voorstellen. Ze houdt haar paraplu naar beneden, mogelijk om deze op te steken, mogelijk ook om ze dicht te doen omdat de regen langzaam ophoudt. Verderop gaan diverse anderen huns weegs in een mêlee van mensen.

## Compositie
De paraplu's werd waarschijnlijk geïnspireerd door Marie Bracquemonds Les trois femmes aux paraplus (1880) en valt vooral op door de afgewogen compositie, met name van de talloze paraplu's. Die compositie lijkt heel natuurlijk maar is in feite door Renoir zorgvuldig gearrangeerd, met de paraplu's bijna als geometrische vormen ten opzichte van elkaar gerangschikt, maar waarbij ook de hoedenmand van de dame links en de hoepel worden betrokken. Bijzonder is verder dat het schilderij geen echt middelpunt heeft en dat diverse figuren aan de rand worden afgekapt, als bij een foto. Ook het meisje met de hoepel kijkt naar de 'fotograaf'.
In de kleurstelling domineren de blauw- en de grijstonen, met verder alleen bruin, groen en beige. De kleuren weerspiegelen het weer en de rustige stemming van het tafereel. Het geheel maakt een uitermate afgewogen indruk. De nadruk op de vormen en de vereenvoudigde kleurstelling lijkt al enigszins vooruit te lopen op het modernisme.

## Stijlverandering
De paraplu's wordt wel gezien als een directe weergave van de verandering in Renoirs schilderstijl. Hij werkte aan het schilderij tussen circa 1881 en 1886. Het was precies de periode waarin hij min of meer afstand nam van het impressionisme en in een meer traditionele, klassieke stijl begon te werken. Hij schilderde als eerste de groep rechts, begin 1881, waarbij de vrouw en haar dochters nog met zachte lijnen zijn uitgewerkt. Op de linkerkant van het doek zijn traditionelere lijnen en vormen te zien, hetgeen voor een scherp contrast zorgt. De vrouw op de voorgrond is nog steeds vloeiend geschilderd, maar de contouren zijn veel scherper aangezet.

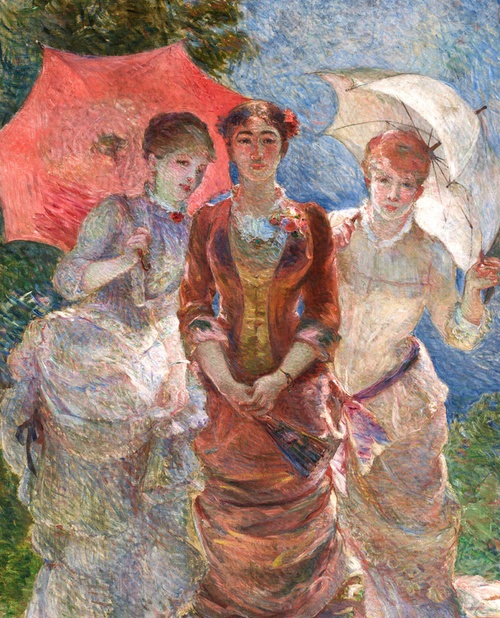
Marie Braquemond: Les Trois femmes aux parapluis, 1880

Nadat het eind 1881 leek alsof het doek klaar was heeft Renoir zich waarschijnlijk in 1885 opnieuw aan het schilderij gezet, dat zich toen nog steeds onverkocht in zijn atelier bevond. Kunsthistorici debatteren nog steeds over de reden van zijn stijlverandering. Gewezen wordt op een reis naar Italië in 1881, waar hij werken van Rafaël en andere renaissance-schilders bestudeerde. Ook de invloed van Ingres en Cézanne wordt genoemd. Het schilderen en plein air lag in elk geval vanaf 1881 definitief achter hem. De penseelvoering is duidelijk minder vrij.

## Herkomst
Renoir verkocht De paraplu's uiteindelijk in 1892 aan de Parijse kunsthandelaar Paul Durand-Ruel. Deze verkocht het weer door aan de Ierse kunstverzamelaar Sir Hugh Lane, die in 1915 verdronk tijdens de scheepsramp van de Lusitania. Bij testament werden diens schilderijen nagelaten aan de Londense Tate Gallery. De paraplu's werd in 1935 overgebracht naar de National Gallery, waar het zich nog steeds bevindt.